# Pleternica
Pleternica er en by i regionen Slavonien i distriktet Požega-Slavonia Kroatien,12 km sydøst for Požega, i Požega-dalen (Požeška kotlina). Befolkningen i kommunen er 11.323, med 3.418 i selve Pleternica (2011).

## Geografi
Pleternica ligger ved floden Londžas sammenløb til floden Orljava ved foden af bjerget Požeška Gora (en) 153 moh.
Pleternica blev første gang nævnt i 1270 som "Sveti Nikola", det nuværende navn stammer fra 1427.  Den ligger på den såkaldte Požeger gyldne slette, omgivet af bjergene Psunj, Papuk, Krndija og Požega-massivet. På grund af det gode klima og den rige jord har Pleternica været beboet i lang tid, hvilket arkæologiske undersøgelser har vist. Floderne Orljava og Londža er velegnede til fiskeri. Vandfaldet i Orljava nær Pleternica er et velkendt udflugtsmål og er især populært blandt lystfiskere.
Andre bebyggelser i byen omfatter Frkljevci.